# Frants Gufler
Frants Gufler (* 11. Oktober 1957 in Kopenhagen) ist ein dänischer Curler. 
Sein internationales Debüt hatte Gufler im Jahr 1982 bei der Curling-Europameisterschaft, er blieb jedoch ohne Medaille. Drei Jahre später, bei der Curling-Weltmeisterschaft 1985 in Glasgow, gewann er mit einer Bronzemedaille sein erstes Edelmetall. 
Gufler vertrat Dänemark bei den Olympischen Winterspielen 2002 in Salt Lake City als Ersatzspieler. Die Mannschaft schloss das Turnier auf dem siebten Platz ab. 

## Erfolge
- 2. Platz Europameisterschaft 2000
- 3. Platz Weltmeisterschaft 1985